# Akt prawa miejscowego
Akt prawa miejscowego – specyficzny rodzaj aktu powszechnie obowiązującego. Posiada wszystkie cechy tych aktów, ale obowiązuje tylko na obszarze działania organu, który go wydał.

## Zasada hierarchicznej struktury systemu źródeł prawa
Zgodnie z konstytucyjną zasadą hierarchicznej struktury systemu źródeł prawa, akty prawa miejscowego muszą być zgodne ze wszystkimi aktami powszechnie obowiązującymi. Wydawane są w formie uchwał przez organy uchwałodawcze samorządu terytorialnego: radę gminy, radę powiatu, sejmik województwa. Z kolei akty wykonawcze prawa miejscowego są wydawane w formie zarządzeń i uchwał (zarząd powiatu) organów wykonawczych odpowiednich szczebli:  na szczeblu gminy – wójta, burmistrza lub prezydenta miasta, a na pozostałych szczeblach odpowiednio: zarządu powiatu (nie starosty – chociaż w wyjątkowych sytuacjach także on w formie zarządzenia), natomiast zarząd województwa nie ma kompetencji w zakresie wydawania aktów prawa miejscowego, a w szczególności przepisów porządkowych. 
Akty prawa miejscowego wydają także terenowe organy administracji rządowej (wojewodowie oraz organy administracji niezespolonej). Obowiązują one w całym województwie lub jego części. 

## Zasada legalizmu
Zgodnie z konstytucyjną zasadą praworządności, akty prawa miejscowego wydawane są na podstawie i w granicach upoważnień zawartych w ustawie. Zakres ich obowiązywania jest powszechny, ale tylko na terenie działania właściwego organu. Publikowane są w wojewódzkich dziennikach urzędowych prowadzonych przez wojewodę.